# Smila, Ucraina
Smila este un oraș din Ucraina.